# David Graham Phillips

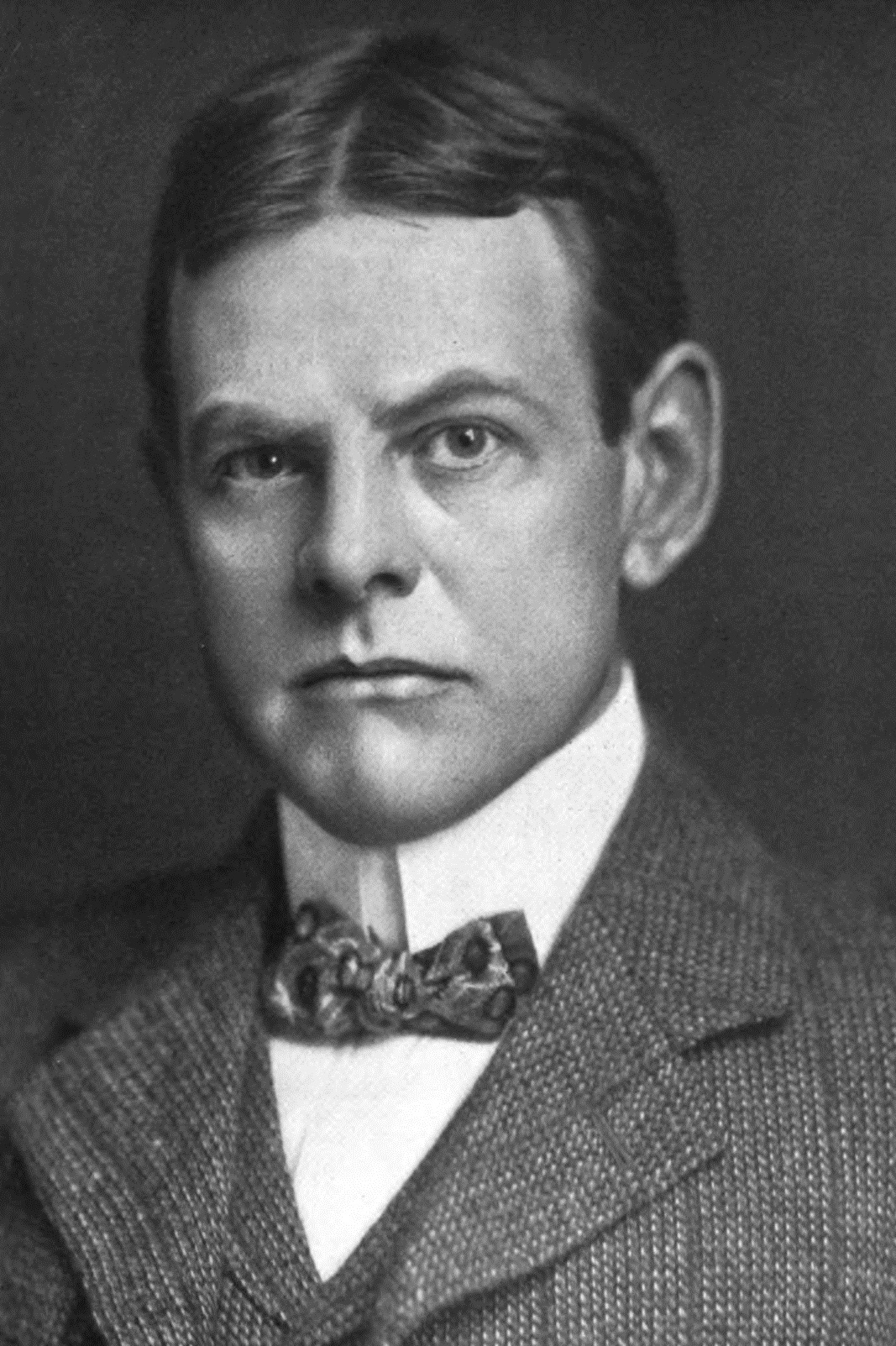
David Graham Phillips

David Graham Phillips (Madison, 31 ottobre 1867 – New York, 24 gennaio 1911) è stato uno scrittore e giornalista statunitense.

## Biografia
David Graham Phillips si formò all'Asbury College e nel 1887 si laureò all'Università di Princeton. Lavorò come giornalista al Times Star di Cincinnati, (Ohio), quindi si trasferì a New York, dove collaborò al quotidiano The Sun, dal 1890 al 1893, poi fu cronista e redattore capo al New York World, fino al 1902. Per il Sun fu corrispondente da Londra e dal 1897 responsabile delle pagine culturali.
Il suo primo romanzo The Great God Success (Il grande Dio Successo), pubblicato nel 1901 e basato su fatti di cronaca, affrontava delicate problematiche sociali. Al romanzo d'esordio ne seguirono altri ventidue, di cui sei postumi. Phillips era considerato un progressista, un muckraker, cioè un giornalista investigativo, d'inchiesta, che a volte poteva anche denunciare, come corrotte, personalità della politica che si rivelavano più tardi innocenti.
Sul Cosmopolitan - popolare mensile americano rivolto alle donne - a marzo 1906 pubblicò The Treason of the Senate (Il tradimento del Senato), una inchiesta sugli scandali dei finanziamenti di campagne elettorali dei senatori. L'articolo si rivelò un attacco diretto al senatore repubblicano Nelson Wilmarth Aldrich. Questo, ed altri suoi articoli di Phillips, contribuirono a preparare un terreno favorevole per il diciassettesimo emendamento della Costituzione degli Stati Uniti d'America - che riguarda l'elezione dei senatori a suffragio universale - che fu realizzato nel 1913.
David Graham Philips denunciò anche la corruzione del Senato a favore della Standard Oil Company. Le sue inchieste svelarono i meccanismi occulti con i quali venivano scelti i senatori, da parte di un gruppo ristretto di persone: queste circostanze avevano alimentato la corruzione, le speculazioni finanziarie, le truffe, quindi le ingiustizie.
Con altro suo articolo The Second Generation (La seconda generazione), scritto sotto forma di romanzo e in modo crudo e realistico, Philips mise sotto accusa il comportamento degli industriali.
Philips era anche noto per l'eleganza dei suoi abiti candidi e per l'eterno crisantemo all'occhiello.
A gennaio 1911 David Graham Philips fu ucciso da un colpo di pistola, davanti al Club di Princeton, a Gramercy Park (New York City). L'assassino era un musicista, laureato ad Harvard, di nome Fitzhugh Coyle Goldsborough e appartenente ad una facoltosa famiglia di Filadelfia, il quale intendeva punire Philips per il romanzo The fashionable Adventures of Joshua Craig, con il quale lo scrittore avrebbe denigrato la famiglia Goldsborough. Ricoverato all'ospedale Bellevue, Phillips morì il giorno successivo e fu sepolto nel Kensico Cemetery di Valhalla, nello stato di New York.
Dopo la sua morte, sua sorella Carolyn rivide i manoscritti dei romanzi e li fece pubblicare, in due volumi, sotto il titolo Susan Lenox: Her Fall and Rise.

## Opere

### Romanzi (selezione)
- The Cost (Il prezzo), 1904
- The Deluge (Il diluvio), 1905.
- The Plun Tree, (L'albero di prugne), 1905
- The Conflict (Il conflitto), 1911.
- George Helm, 1912.
- The Price She Paid, (Il prezzo che lei pagò), 1912.
- Susanna Lenox, 1912.
- Susan Lenox: her fall and rise, New York-London, Appleton, 1917, 2 vol.

## Film sceneggiati su suoi romanzi
- The Price She Paid, regia di Charles Giblyn (1917)
- The Hungry Heart, regia di Robert G. Vignola (1917)
- Old Wives for New, regia di Cecil B. DeMille (1918)
- Perché cambiate marito?, (Don't Change Your Husband), regia di Cecil B. DeMille (1919)
- The Cost, regia di Harley Knoles (1920)
- Cortigiana, (Susan Lenox: Her Fall and Rise), regia di Robert Z. Leonard (1931) progodtto dalla Metro-Goldwyn-Mayer, con protagonisti Greta Garbo e Clark Gable.

## Curiosità
Il romanzo di Daniel D. Victor The Seventh Bullet (La settima pallottola), pubblicato nel 1992, immagina un'inchiesta di Sherlock Holmes sull'assassinio di Phillips.